# Piero Ignazi
Piero Ignazi (Faenza, 15 febbraio 1951) è un politologo italiano, esperto in politica comparata.

## Biografia e carriera accademica
Nato a Faenza nel 1951, si è laureato magna cum laude in Scienza della politica all'Università di Bologna nel 1974. Si è perfezionato dapprima, tra il 1976 ed il 1978, presso il Dipartimento di Scienze Politiche e Sociali dell'Istituto Universitario Europeo di Firenze e poi, tra il 1978 e il 1979, al "Department of Political Science" del MIT. A sostegno delle sue ricerche ha ottenuto numerose borse di studio bandite da strutture di ricerca italiane (CNR, 1982), francesi (Fondation Nationale des Sciences Politiques, 1982 e Centre National de la Recherche Scientifique, 1986) e statunitensi (Fulbright-Hays Foundation, 1979). Ha percorso quasi tutte le tappe della carriera universitaria presso l'ateneo felsineo, iniziando come ricercatore confermato (1984), poi dopo essere stato professore associato di Scienza politica alla Facoltà di Economia dell'Università della Calabria dal 1998 al 2000 è diventato professore ordinario di Politica comparata nel 2000. All'interno dell'Università di Bologna ha altresì ricoperto alcuni incarichi accademici, tra cui la presidenza del corso di laurea in Relazioni internazionali tra il 2000 e il 2003 e la direzione nel 2000-2003 e nel 2012-2014 del master universitario prima in Relazioni internazionali e poi in Diplomazia e politica internazionale, istituto in collaborazione con l'Istituto Diplomatico della Farnesina.  Ha inoltre tenuto attività didattica, oltre che di ricerca, presso numerose Università estere (Tunisi, Parigi, Treviri, Denver, Lille, Oxford, Madrid, Montreal). Dal 2003 al 2010 è inoltre stato membro dell'Editorial Board dell'"International Political Science Review", e dal 2001 al 2013 del comitato scientifico della "Rivista Italiana di Scienza Politica". Ha scritto diversi saggi sui partiti in Italia e in Europa. Fra le sue ricerche, hanno una particolare importanza quelle sulla destra europea e italiana, per la quale, riferendosi al MSI, ha coniato la definizione di «polo escluso».

## Attività pubblicistica
In passato, ha collaborato con il quotidiano Il Sole-24 Ore dal 1993 al 2012, con il settimanale l'Espresso dal 2007 al 2017 e dal 2012 al 2020 è stato editorialista di la Repubblica. Durante il triennio 2009-2011 è stato direttore della rivista di cultura e politica Il Mulino. Collabora frequentemente con Radio Tre. Dal 2020 è editorialista per Domani.

## Opere
- I nuovi radicali. Storia e sociologia di un movimento politico, con Massimo Teodori e Angelo Panebianco, Milano, Arnoldo Mondadori Editore, 1977.
- Da partito-movimento a partito-istituzione? Mutamenti nelle opinioni dei militanti radicali dal 1977 al 1979, con Gianfranco Pasquino, Bologna, Istituto di studi e ricerche Carlo Cattaneo, 1982.
- Il polo escluso. Profilo del Movimento Sociale Italiano, Bologna, Il Mulino, 1989. ISBN 88-15-02286-4; 1998. ISBN 88-15-05234-8.
- "Lo Stato moderno". Una rivista anticipatrice. Atti della giornata di studi promossa dal club Il politecnico con il patrocinio del comune di Milano, a cura di e con Franco Corleone, Firenze, Passigli, 1989. ISBN 88-368-0142-0.
- Ernesto Rossi. Una utopia concreta, a cura di, Milano, Edizioni di Comunità, 1991. ISBN 88-245-0479-5.
- Dal PCI al PDS, Bologna, Il Mulino, 1992. ISBN 88-15-03413-7.
- L'estrema destra in Europa, Bologna, Il Mulino, 1994. ISBN 88-15-04618-6; 2000. ISBN 88-15-07625-5.
- Postfascisti? La trasformazione del Movimento sociale in Alleanza nazionale, Bologna, Il Mulino, 1994. ISBN 88-15-04768-9.
- Politica in Italia 1995, a cura di e con Richard S. Katz, Bologna, Il Mulino, 1995. ISBN 88-15-05105-8.
- I partiti italiani, Bologna, Il Mulino, 1997. ISBN 88-15-06000-6.
- The Organization of Political Parties in Southern Europe, a cura di e con Colette Ysmal, Westport-London, Praeger, 1998. ISBN 0275956121.
- Il parlamento europeo, con Luciano Bardi, Bologna, Il Mulino, 1999. ISBN 88-15-07107-5; 2004. ISBN 88-15-09707-4.
- Il potere dei partiti. La politica in Italia dagli anni Sessanta ad oggi, Roma-Bari, Laterza, 2002. ISBN 88-420-6624-9.
- Extreme Right Parties in Western Europe, Oxford-New York, Oxford University Press, 2003. ISBN 0198293259; 2006. ISBN 0199291594
- I partiti italiani. Iscritti, dirigenti, eletti, con Luciano Bardi e Oreste Massari, Milano, Egea, 2007. ISBN 88-8350-083-0.
- Partiti politici in Italia, Bologna, Il Mulino, 2008. ISBN 978-88-15-12530-9.
- La fattoria degli Italiani. I rischi della seduzione populista, Milano, Rizzoli, 2009. ISBN 978-88-17-03549-1.
- Forza senza legittimità. Il vicolo cieco dei partiti, Roma, Laterza, 2012. ISBN 8842095966.
- (con Fabrizio Barca) Il triangolo rotto - Partiti, società e Stato, Roma-Bari, Laterza, 2013. ISBN 978-88-5810981-6.
- Party and Democracy. The uneven road to party legitimacy. Oxford, Oxford University Press, 2017.
- I muscoli del partito. Il ruolo dei quadri intermedi nella politica atrofizzata, con Paola Bordandini, Bologna, Il Mulino, 2018.
- I partiti in Italia dal 1945 al 2018, Bologna, Il Mulino, 2018.
- Il populista in doppiopetto. Berlusconi e la politica italiana, Bologna, il Mulino, 2024. ISBN         978-88-15-38800-1.